# Thalerommata pecki
Espèce
Thalerommata pecki est une espèce d'araignées mygalomorphes de la famille des Theraphosidae.

## Distribution
Cette espèce est endémique de Jamaïque,. Elle se rencontre à Montego Bay dans la grotte Brandon Hill Cave.

## Description
La femelle holotype mesure 6,59 mm.

## Systématique et taxinomie
Cette espèce a été décrite par Bertani et Raven en 2023.

## Étymologie
Cette espèce est nommée en l'honneur de Stewart B. Peck.

## Publication originale
- Bertani & Raven, 2023 : « On the genus Thalerommata Ausserer, 1875 (Araneae, Theraphosidae), with the description of six new species. » Zootaxa, no 5271(2), p. 201-230.